# Петросян, Мнацакан Тадевосович
Мнацакан Тадевосович Петросян (арм. Մնացական Պետրոսյան; род. 16 февраля 1966, Ахалцихе) — бывший депутат парламента Армении.
- 1985—1990 — Ереванский институт народного хозяйства. Экономист.
- 1973—1976 — рабочий треста «Ерхимстрой», в 1980 — экономист ПО «Электроприбор».
- 1980—1983 — первый секретарь комитета ЛКСМ Ереванского финансово-экономического техникума.
- 1983—1986 — инструктор отдела комсомольских организаций ЦК ЛКСМА, в 1986 — заведующий сектором учёта и статистики, в 1986—1989 — заместитель заведующего отдела комсомольских организаций, в 1989—1990 — управляющий делами, в 1990—1994 — управляющий делами молодёжного союза Армении.
- 1994—1997 — работал главным бухгалтером объединения «Айк».
- 1997—1998 — управляющий Эчмиадзинского филиала «Армэкономбанка».
- 1998—2000 — управляющий делами «Армагробанка».
- 2000—2002 — заместитель директора, в 2002—2003 — заместитель директора СП ЗАО «Арсойл».
- 2003—2007 — был депутатом парламента. Председатель постоянной комиссии по социальным вопросам, по вопросам здравоохранения и охраны природы. Член партии ОТП.